# Sarah Paulson
Sarah Catharine Paulson (Tampa (Florida), 17 december 1974) is een Amerikaans actrice.

## Biografie
Paulson is geboren in Tampa (Florida), maar bracht de meeste tijd door in New York en Maine om vervolgens te settelen in Manhattan (New York). Zij ging daar studeren aan de American Academy of Dramatic Arts en de High School of Performing Arts.
Paulson begon in 1994 met acteren in de televisieserie Law & Order. Hierna heeft zij nog meerdere rollen gespeeld in televisieseries en films zoals What Women Want (2000), Down with Love (2003), Deadwood (2005), Studio 60 on the Sunset Strip (2006-2007), The Spirit (2008), New Year's Eve (2011) en American Horror Story (2011-2014).
Paulson is ook actief in het theater, zo heeft zij tweemaal opgetreden op Broadway. In 2005 speelde ze de dochter in The Glass Menagerie en in 2010 speelde ze Lisa Morrison in Collected Stories.

## Prijzen[3]
- 2016 Emmy Award for Outstanding Lead Actress in a Miniseries or Movie met American Crime Story – gewonnen.
- 2014 Satellite Awards in de categorie Best Supporting Actress met American Horror Story: Freak Show – gewonnen.
- 2011 Gotham Awards in de categorie Beste Cast in de film Martha Marcy May Marlene – genomineerd.
- 2007 Golden Globe in de categorie Beste Optreden door een Actrice in een Bijrol met de televisieserie Studio 60 on the Sunset Strip – genomineerd.
- 2006 Satellite Awards in de categorie Beste Actrice in een Dramaserie met de televisieserie Studio 60 on the Sunset Strip – genomineerd.

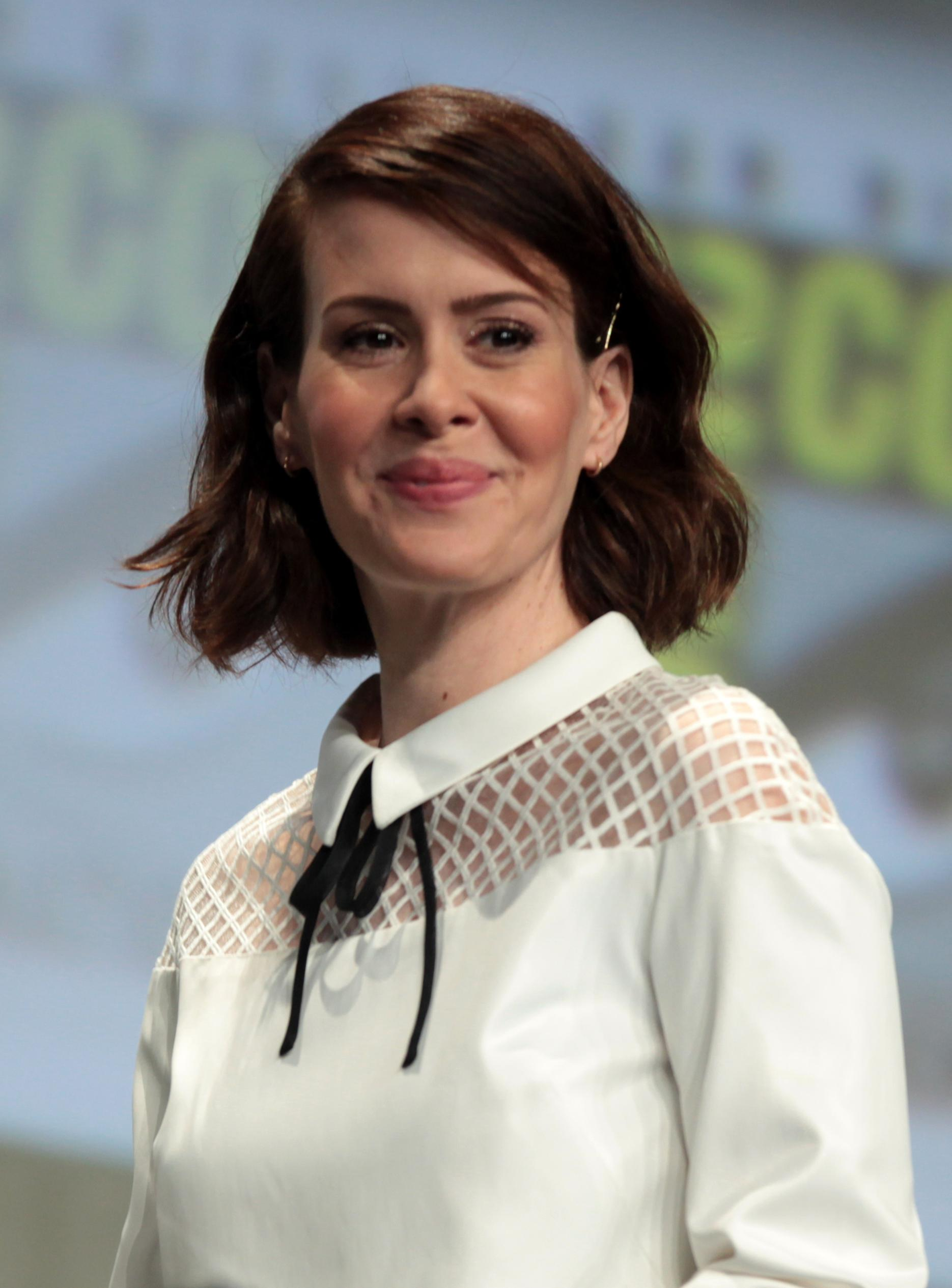
Sarah Paulson in 2014

## Filmografie[4]

### Films
Uitgezonderd korte films.
- 2020 Coastal Elites – als Clarissa Montgomery
- 2020 Run – als Diane Sherman
- 2019 The Goldfinch – als Xandra
- 2019 Abominable – als dr. Zara (stem)
- 2019 Glass – als dr. Ellie Staple
- 2018 Bird Box – als Jessica Hayes
- 2018 Ocean's 8 – als Tammy
- 2017 The Post – als Tony Bradlee
- 2017 Rebel in the Rye – als Dorothy Olding
- 2016 Blue Jay – als Amanda
- 2015 The Runner – als Kate Haber
- 2015 Carol – als Abby Gerhard
- 2013 12 Years a Slave – als Mary Epps
- 2012 Stars in Shorts – als vrouw
- 2012 The Time Being – als Sarah
- 2012 Fairhaven – als Kate
- 2012 Mud – als Mary Lee
- 2012 Game Change – als Nicolle Wallace
- 2011 New Year's Eve – als Grace Schwab
- 2011 Martha Marcy May Marlene – als Lucy
- 2011 Untitled Kari Lizer Project – als Mary Leahy
- 2010 November Christmas – als Beth Marks
- 2008 The Spirit – als Ellen
- 2008 Pretty/Handsome – als Corky Fromme
- 2006 A Christmas Wedding – als Emily
- 2006 Griffin & Phoenix – als Peri
- 2006 Diggers – als Julie
- 2005 The Nototrious Bettie Page – als Bunny Yeager
- 2005 Serenity – als dr. Caron
- 2005 Piccadilly Jim – als Ann Chester
- 2003 Down with Love – als Vikki Hiller
- 2002 Path to War – als Luci Baines Johnson
- 2002 Bug – als Eilleen
- 2001 Metropolis – als Audrey
- 2000 What Women Want – als Annie
- 1999 Held Up – als Mary
- 1999 The Other Sister – als Heather Tate
- 1998 The Long Way Home – als Leanne Bossert
- 1997 Levitation – als Acey
- 1996 Shaughnessy
- 1995 Friends at Last – als Diana (21 jaar)

### Televisieseries
Uitgezonderd eenmalige gastrollen.
- 2020 - 2021 Ratched – als verpleegster Mildred Ratched  – 8 afl.
- 2016 - 2021 American Crime Story – als Linda Tripp – 10 afl.
- 2011 - 2021 American Horror Story – als Billie Dean Howard / Lana Winters / Cordelia Goode / Bette & Dot Tattler / Hypodermic Sally / Shelby / Ally Mayfair-Richards / Wilhemina Venable[5] – 95 afl.
- 2020 - 2020 Mrs. America – als Alice Macray – 9 afl.
- 2016 - 2021 American Crime Story – als Marcia Clark – 10 afl.
- 2012 Blue – als Lavinia – 2 afl.
- 2007 - 2011 Desperate Housewives – als Lydia Lindquist – 2 afl.
- 2009 - 2010 Grey's Anatomy - als young Ellis Grey – 1 afl.
- 2009 Cupid – als Claire McCrae – 7 afl.
- 2006 - 2007 Studio 60 on the Sunset Strip – als Harriet Hayes – 22 afl.
- 2005 Deadwood – als Miss Isringhausen – 9 afl.
- 2004 The D.A. – als Lisa Patterson – 2 afl.
- 2002 Leap of Faith – als Faith Wardwell – 6 afl.
- 1999 - 2001 Jack & Jill – als Elisa Cronkite – 31 afl.
- 1997 Cracker – als Janice – 2 afl.
- 1995 - 1996 American Gothic – als Merlyn Temple – 18 afl.

- Bibsys: 14011461
- Biblioteca Nacional de España: XX4820762
- Bibliothèque nationale de France: cb171169144 (data)
- Catàleg d'autoritats de noms i títols de Catalunya: 981058612951706706
- Gemeinsame Normdatei: 1162203307
- International Standard Name Identifier: 0000 0001 1483 2498
- Library of Congress Control Number: no2004026129
- MusicBrainz: 6594ac2a-ae5e-4fc0-b1d2-02da32d5b094
- Nationale Bibliotheek van Tsjechië: xx0240943
- Nationale Bibliotheek van Israël: 987007335320105171
- Nationale Bibliotheek van Polen: a0000001625107
- Nederlandse Thesaurus van Auteursnamen: 406866317
- Système universitaire de documentation: 195093178
- Virtual International Authority File: 163737099
- WorldCat: E39PCjxMBwM9TG3J4773H8wJrC